# Curopalate
La dignidad de curopalate (en griego: κουροπαλάτης; latinizado como curopalates o curopalata, del latín, cura palatii, lit., '[el primero en la] guarda del palacio') fue primero una función o cargo de la corte bizantina imperial antes de convertirse en uno de sus más prestigiosos títulos entre los siglos VI y XII. Reservado a los miembros de la familia imperial y a varios reyes y príncipes del Cáucaso, con el tiempo se depreció y fue relegado al final de las listas de prioridad antes de caer en desuso bajo los Paleólogos. La esposa de un curopalate llevaba el título de curopalatisa. A veces, el territorio bajo el gobierno o administración de un curopalate se considera como un curopalatinado.

## Historia de la dignidad

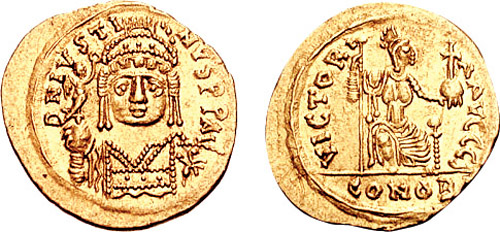
La dignidad de curopalate adquirió nueva importancia cuando Justiniano I la otorgó a su sobrino y sucesor, Justino II, que se muestra aquí en un solidus de oro.

Aparece la función por primera vez como "curapalati" en el siglo V. Designaba entonces a un funcionario subalterno con el rango de vir spectabilis, a veces de illlustris, bajo la autoridad de castrensis palatii, administrador del palacio imperial. Hay razones para creer que en el siglo V se creó una nueva función de curopalate, independiente de castrensis palatii y cuya función principal sería la protección del palacio. Jefe de la guardia palatina, los nuevos curopalates estarían bajo las órdenes del maître des offices.
Ya bajo Justino I (nacido alrededor de 450, emperador en 518, muerto en 527), un curopalate con el rango de patrice, casó su nieta con el rey de los Lazes, lo que sugiere un personaje de cierta importancia. Esto se confirma cuando el sucesor de Justino I, Justiniano I (nacido alrededor de 482, emperador en 527, muerto en 565) concedió el título a su sobrino y heredero Justino II (emp. 565, muerto en 578). Se trata ya de un título en lugar de una función, ya que aunque los emperadores de esa época utilizaban con frecuencia a los miembros de su familia como generales, sin embargo, se guardaban de conferirles dignidades junto con una autoridad que les pudiera representar un peligro. Las cosas, sin embargo cambian bajo Heraclio cuyo poder estaba mal asegurado de inicio y que utilizó a sus padres para establecer su propia autoridad. Por ello concedió el título de curopalate a su hermano, Teodoro, quien comandó los ejércitos contra los persas y los árabes. León III el Isaurio utilizó para alcanzar el trono una alianza con Artabasdo, strategos de la thema armenia, a quien le prometió la mano de su hija y el título de curopalate.
Pronto, esta dignidad quedó reservada para los miembros de la familia imperial. Se menciona en el Kletorologion de Philotheos (colección de las dignidades y precedencia de la corte del año 899) inmediatamente después de la de césar y de nobilissimus, dos títulos también para los miembros de la familia imperial. Esta política se mantuvo en las dinastías posteriores. Nicéforo II Focas, por ejemplo, colmó a sus próximos de honores: León Focas el Viejo, su padre, fue designado césar, mientras que León, su hermano, y se convirtió en curopalate y logoteta.
A partir del siglo VI, también se confiere a los miembros de otras familias gobernantes, en especial de príncipes y gobernantes del Cáucaso. Así, desde 580 a 1060, dieciséis príncipes y reyes del Cáucaso son honrados con el título que se concedió igualmente desde 635 a varios príncipes armenios.
Bajo los últimos macedonios, especialmente bajo la dinastía de los Ducas, el relajo de la burocracia bizantina condujo a un deterioro de los títulos debido a las concesiones masivas bajo el régimen de la nobleza de los funcionarios. A continuación, dejó de ser una función, y las tareas que le acompañaban parecen haber sido transferidas progresivamente a protovestiarios cuyas funciones también habrían evolucionado desde el siglo IX hacia los dominios militares (dirección de los ejércitos, investigaciones sobre conspiraciones, etc.). Alejo I Comneno (nacido alrededor de 1057, emperador en 1081, muerto en 1118) reformó el sistema en profundidad. Solo las tres dignidades más altas (césar, nobilissime y curopalate) sobreviven a esta reforma, mientras todas las demás pierden su importancia. Alexis creó de hecho el nuevo título de sebastocrator para su hermano Isaac, que tiene prioridad sobre la de césar. La dignidad de curopalate es desde entonces concedida a título honorario, incluso a generales no pertenecientes a la familia imperial. Las actas verbales del Concilio celebrado en Blanquerna bajo Manuel Comneno en 1166 mencionan a los protocuropalates y a los curopalates al final de la lista. Por ello no es de extrañar que en el siglo XI, este título fue negado por Roberto Guiscardo en nombre de su hijo, Bohemundo y por Roussel de Bailleul al que el emperador intentaba así de contentar e impedir que no invadiese los territorios del sur de Italia. Aunque el título se mantuvo bajo los Paleólogos, fue raramente utilizado.

## Atributos del dignatario
La importancia concedida a esta dignidad, como la mayoría de las utilizadas en Bizancio, evolucionó considerablemente a lo largo de los siglos. Es por eso que hay que distinguir entre la «función» y el «título», siendo estos últimos a menudo más que antiguas funciones que habrían perdido su significación original. Sin embargo, el nombramiento de su titular era hecho de manera diferente. Las funciones se hacían mediante la emisión de un certificado de nombramiento (διά λόγου), mientras que los títulos eran conferidos mediante la concesión de insignias (διά βραβειών - el primer significado de la palabra "patente"). Según el Klētorologion de Philotheo que clasifica los títulos según dieciocho grados de prioridad, las insignias de un curopalate eran una túnica, un abrigo y un cinturón de color rojo. Eran entregados al titular a lo largo de su ejercicio directamente de manos del emperador.

## Los principales titulares bizantinos
- Justino II, bajo su tío el emperador Justiniano I.[18]
- Baduaire, bajo su padrastro, el emperador Justiniano II.[19]
- Pedro (Petrus), hermano del emperador Mauricio (emperador 582-602).[18]
- Domentziolus, sobrino del emperador Phocas (emperador 602-610).[18]
- Teodoro, hermano del emperador Heraclio (emperador 610-641).[18][6]
- Artabasdos, bajo el emperador León III el Isaurio (emperador 717-741).[18]
- Miguel I Rangabé, hijastro del emperador Nicéforo I (emperador 802-811).[18]
- Bardas, tío y regente de hecho para el emperador Miguel III (emperador 842-867).[18]
- León Focas el Viejo, general y hermano del emperador Nicéforo II Focas, Doméstico de Occidente (emperador 963-969).[18][20]